# جین آوریل
جِین آوریل (فرانسوی: Jane Avril‎؛ ۹ ژوئن ۱۸۶۸ – ۱۷ ژانویه ۱۹۴۳) ملقب به لا ملینیت (La Mélinite) رقصندهٔ کن کن اهل فرانسه بود. لاغری و انعطاف‌پذیری فوق‌العادهٔ بدنش به او امکان اجرای حرکات دشوار و ناگهانی رقص را می‌داد. جین آوریل بیشتر به خاطر نقاشی‌هایی که آنری دو تولوز-لوترک از او کشیده مشهور است.